# Pacific Life Open 2007
Pacific Life Open 2007 — профессиональный теннисный турнир, в 31-й раз проводившийся в небольшом калифорнийском городке Индиан-Уэллсе на открытых хардовых кортах. Мужской турнир входил в серию Masters, а женский — в серию турниров 1-й категории.
Калифорнийский турнир открывает мини-серию из двух турниров, основная сетка которых играется более 1 недели (следом прошёл турнир в Майами).
Соревнования были проведены на кортах Indian Wells Tennis Garden — с 5 по 18 марта.
Прошлогодние победители:
- мужчины одиночки —  Роджер Федерер.
- женщины одиночки —  Мария Шарапова.
- мужчины пары —  Даниэль Нестор /  Марк Ноулз.
- женщины пары —  Лиза Реймонд /  Саманта Стосур.

## Соревнования

### Одиночный турнир

#### Мужчины
Рафаэль Надаль обыграл  Новака Джоковича со счётом 6-2, 7-5.
- Надаль выигрывает свой 1й одиночный титул в сезоне и 18й за карьеру на соревнованиях тура ассоциации.
- Джокович выходит в свой 2й в году и 5й за карьеру одиночный финал на соревнованиях тура ассоциации. Это его дебютный финал на турнирах серии ATP Мастерс.

#### Женщины
Даниэла Гантухова обыграла  Светлану Кузнецову со счётом 6-3, 6-4.
- Гантухова выигрывает свой 2й одиночный турнир за карьеру в туре ассоциации. Обе победы она одержала на этом турнире (до этого в 2002 году).
- Кузнецова выходит в свой 2й в году и 17й за карьеру одиночный финал на соревнованиях тура ассоциации.

### Парный турнир

#### Мужчины
Мартин Дамм /  Леандер Паес обыграли  Энди Рама /  Йонатана Эрлиха со счётом 6-4, 6-4.
- Дамм выигрывает свой 2й в сезоне и 36й за карьеру парный титул в туре ассоциации.
- Эрлих выигрывает свой 2й в сезоне и 38й за карьеру парный титул в туре ассоциации.

#### Женщины
Лиза Реймонд /  Саманта Стосур обыграли  Чжань Юнжань /  Чжуан Цзяжун со счётом 6-3, 7-5.
- Реймонд выигрывает свой 2й в сезоне и 65й за карьеру парный титул в туре ассоциации. С разными партнершами она выигрывает этот турнир уже в 6й раз (до этого в 1994-95, 2002-03 и 2006 году).
- Стосур выигрывает свой 2й в сезоне и 19й за карьеру парный титул в туре ассоциации.
- Реймонд и Стосур смогли защитить свой прошлогодний титул